# Schwerstedt, Weimarer Land
Schwerstedt är en ortsteil i staden Am Ettersberg i Landkreis Weimarer Land i förbundslandet Thüringen i Tyskland. Schwerstedt var en kommun fram till den 1 januari 2019 när den uppgick i Am Ettersberg. Kommunen Schwerstedt hade 329 invånare 2018.